# Cristian Hăisan
Cristian Hăisan jest rumuńskim piłkarzem, aktualnie grającym w FC Vaslui. Debiutował w rumuńskiej Liga I, gdy miał zaledwie 18 lat, gdy grał w Rocar Bukareszt, przeciwko FC Argeș Pitești.
Przeszedł do FC Vaslui w 2001, ale przed 2005 nie grał zbyt dużo, przez większość czasu był trzecim bramkarzem. Zagrał tylko w jednym meczu, kiedy FC Vaslui grało w drugiej i trzeciej lidze. W sezonie 2005/06, z powodu słabej formy pierwszych dwóch bramkarzy, zagrał 8 meczów w Liga I. W meczu przeciwko FC National był pierwszym bramkarzem FC Vaslui, który miał czyste konto w Liga I. Trzy mecze z rzędu miał czyste konto (w czwartym dostał kontuzji po 30 minutach gry, było wtedy 0-0).
W następnym sezonie FC Vaslui zakupili nowego bramkarza, jednak z powodu jego słabej gry, Hăisan dalej bronił jako podstawowy bramkarz. W 7 meczu Hăisan, Jovanovic i Croitoru zostali upomnieni przez trenera z powodu ich słabej gry, i opuścili FC Vaslui na 3 dni. Powrócili do składu w 9 meczu, ale Hăisan siedział na ławce rezerwowych. Po odejściu Gheorghe'a Multescu, i przyjściu Viorela Hizo, Hăisan znów był pierwszym bramkarzem. Jego bardzo dobra forma, która zrobiła wrażenie na trenerze reprezentacji Rumunii, Victorze Pițurcă, który powiedział "Jeśli będzie grał jak dotąd, zostanie powołany do reprezentacji". Jednakże, Hăisan nigdy nie wystąpił w koszulce Rumunii.
W sezonie 2007/08, był jednym z najlepszych graczy FC Vaslui, będąc "aniołem obrony". Po odejściu Dorinela Munteanu, Emil Sandoi, nowy trener, dał Hăisanowi opaskę kapitana.
24 marca, zagrał w kadrze B Rumunii przeciwko Turcji B. Zagrał w 2 połowie, kiedy wpuścił gola w 88 minucie.

## Kariera w FC Vaslui
| FC Vaslui                         | 08-09 | 0  | 0   | 0 | 0  | 0 | 0 | 0  | 0   |
| FC Vaslui                         | 07-08 | 34 | -34 | 0 | 0  | 0 | 0 | 34 | -34 |
| FC Vaslui                         | 06-07 | 29 | -32 | 1 | 0  | 0 | 0 | 30 | -32 |
| FC Vaslui                         | 05-06 | 8  | -6  | 2 | -3 | 0 | 0 | 10 | -9  |
| FC Vaslui                         | Razem | 71 | -72 | 3 | -3 | 0 | 0 | 74 | -75 |
| Ostatnia aktualizacja 7 maja 2008 |       |    |     |   |    |   |   |    |     |

### FC Vaslui
- Puchar Intertoto
  - 1. miejsce: 2008